# Srednij Egorlyk
Lo Srednij Egorlyk (in russo Средний Егорлык?) è un fiume della Russia europea meridionale  tributario di sinistra del Manyč occidentale. Scorre nei rajon Egorlykskij, Sal'skij e Celinskij dell'oblast' di Rostov. Appartiene al bacino del Don.

## Descrizione
Il fiume inizia su una pianura leggermente elevata e scorre in un canale poco profondo che serpeggia attraverso un'ampia valle in direzione nord-est. Ha una lunghezza di 129 km. Il bacino del fiume è di 2 360 km². Attraversa la depressione del Kuma-Manyč, passa la città di Sal'sk, e sfocia nel bacino Proletarskoe poco dopo il villaggio di Ekaterinovka (a 172 km dalla foce del Manyč occidentale). La sua foce è 10 km più a valle di quella dell'Egorlyk.
Il fiume è alimentato esclusivamente dalle precipitazioni atmosferiche, principalmente dalla neve; il deflusso avviene durante il breve periodo di scioglimento delle nevi primaverili e dopo piogge prolungate, nel resto dell'anno il fiume è quasi privo di drenaggio (si prosciuga per 1-2 mesi). Lungo il fiume e i suoi affluenti è stato realizzato un numero significativo di invasi, stravolgendo la natura del regime idrico.